# Ocimè
Ocimè o ocimé és un grup d'hidrocarburs isomèrics format pel α-cis-ocimè i els estereoisòmers β-cis-ocimè i el β-trans-ocimè. Aquests compostos orgànics volàtils són classificats químicament com a monoterpens acíclics. Tal com passa amb altres terpens acíclics, com el mircè, és inestable en contacte amb l'aire. Són compostos presents a un gran nombre de plantes, com la família orchidaceae, el gènere Ficus, els narcisos, la menta pebrera o l'orenga. L'ocimè és usat en perfumeria, per la seva olor floral. El nom ocimè prové etimològicament del gènere de plantes Ocimum, que deriva d'ὤκιμον (ṓkimon), alfàbrega en grec antic.

## Biosíntesi i producció
La biosíntesi de l'ocimè, en ser un monoterpè acíclic, és més senzilla que en els cíclics: Es pot produir o bé perquè el catió geranil (format a partir de la ionització del geranil pirofosfat) perd un protó o bé perquè el catió linalil perd un protó. La producció industrial d'ocimè es pot dur a terme de dues maneres: amb la piròlisi de l'acetat de linalil (s'obté un 20% de β-cis-ocimè i un 35% de β-cis-ocimè) o bé a partir de la deshidratació del linalol, si bé aquest darrer mètode no és pràctic per la producció industrial d'ocimè, ja que és extremadament difícil separar aquests compostos del dipentè per mitjà de la destil·lació.

## Rol biològic
La ubiquitat de l'ocimè, la seva abundància en les olors florals (especialment el β-ocimè) i els patrons estacionals d'emissió indiquen que l'ocimè té un paper rellevant en l'atracció de pol·linitzadors i la defensa de les plantes a través d'interaccions tritròfiques.